# Калсоу, Хьюго
Хьюго Калсоу (англ. Hugo Kalsow, собственно Хуго Луи Антон Вильям Кальсов, нем. Hugo Louis Anton William Kalsow; 18 апреля 1876, Детройт — 1 января 1942, Детройт) — американский дирижёр и скрипач немецкого происхождения.
Родился в семье Фрица Кальсова (1847—1930), уроженца немецкого города Штольп (ныне Слупск в Польше), перебравшегося в Детройт в 1870 году; Кальсов-старший сперва играл на корнете в военном оркестре, затем на виолончели и контрабасе в различных детройтских составах, а в 1887—1910 гг. был директором Детройтского симфонического оркестра.
С 1891 г. играл в оркестре Детройтской оперы. В 1896—1899 гг. учился игре на скрипке в Дрезденской консерватории у Эдуарда Раппольди.
Вернувшись в Детройт, в 1900—1910 гг. возглавлял в качестве главного дирижёра Детройтский симфонический оркестр — в этот период его истории скромный коллектив, дававший всего четыре концерта в год (впрочем, летом 1908 года оркестр выступал с регулярными летними концертами в новопостроенном концертно-развлекательном комплексе «Казино Уэйн»). Дебютировал с оркестром 11 декабря 1900 года, выступив в одном концерте и как дирижёр, и как солист (в Первом скрипичном концерте Макса Бруха). Фирменным знаком дирижёра стало завершение всех концертов оркестра исполнением одного из вальсов Иоганна Штрауса. Наиболее яркой страницей в истории оркестра в период руководства Калсоу стало выступление 6 марта 1907 года в качестве солиста Александра Скрябина, исполнившего собственный фортепианный концерт и вызвавшего возмущение местной критики, охарактеризовавшей это сочинение как «дикий пример самой ультрасовременной русской школы».
В дальнейшем руководил оркестрами в различных детройтских театрах и кинотеатрах — в частности, в конце 1910-х в театре Бродвей-Стрэнд, а с 1925 г. в новом театре «Ривьера». В 1929 году предполагалось создание в Детройте нового оркестра из безработных музыкантов под руководством Калсоу, но этот план не реализовался.